# Wei Zhongxian
Dans ce nom chinois, le nom de famille, Wei, précède le nom personnel.
Pour les articles homonymes, voir Wei.
Wei Zhongxian (en chinois traditionnel : 魏忠賢) (1568, Suning, dans la province du Hebei - 19 octobre 1627) est l'un des eunuques les plus puissants et les plus connus de l'historiographie chinoise. 

## Biographie
À l'origine, Wei Zhongxian s'était fait connaître comme voleur et joueur, sous son premier nom, Li Jinzhong. Entré comme eunuque au Palais impérial pour échapper à ses créanciers, il fut mis au service de Madame Ke (客氏), nourrice du futur empereur Ming. 
Très proche de cette dernière, il réussit à obtenir l'entière confiance de l'empereur Tianqi, qui lui donna le nom de Wei Zhongxian. À l'avènement de ce dernier en 1625, âgé de 15 ans et illettré, il reçut tous les pouvoirs, face à un empereur faible et indécis.
Wei persécuta tous ceux qui s'opposaient à lui, ce qui conduit à de nombreuses exécutions. Il massacra sans scrupule les membres de la société Donglin et les fidèles de la cour. Très rapidement, il se fit appeler « l'Homme de 9 000 ans » (九千歲), et devint ainsi le second personnage de l'État après l'empereur, surnommé traditionnellement "l'Homme de 10 000 ans" (萬歲). 
Il fit construire à travers le pays de nombreux temples (生祠) et fit ériger des statues dorées de lui-même, en vue de se déifier. Par exemple, à Kaifeng, plus de 2 000 maisons furent détruites, et les temples s'alignaient sur plus de 5 kilomètres. Si quelqu’un, homme du commun ou fonctionnaire, entrait dans son temple sans se prosterner, il risquait la condamnation à mort.
Il augmenta les impôts de manière dispendieuse, réduisant les provinces à la pauvreté, exploitant le peuple, terrorisant ses ennemis et peuplant la Cour de délateurs et d'opportunistes. 
Ses méfaits s'arrêtèrent en 1627 ; à la mort de l'empereur Tianqi, son frère Chongzhen élimina promptement Madame Ke et Wei. Il ordonna à ce dernier de se suicider (certaines sources affirment qu'il fut étranglé) et son corps fut éviscéré.
Malheureusement pour la dynastie Ming, il était déjà trop tard, une dizaine d'années plus tard elle allait connaître la ruine sous les attaques des révoltes paysannes dirigées par Li Zicheng et des Qing.